# Religiosam vitam

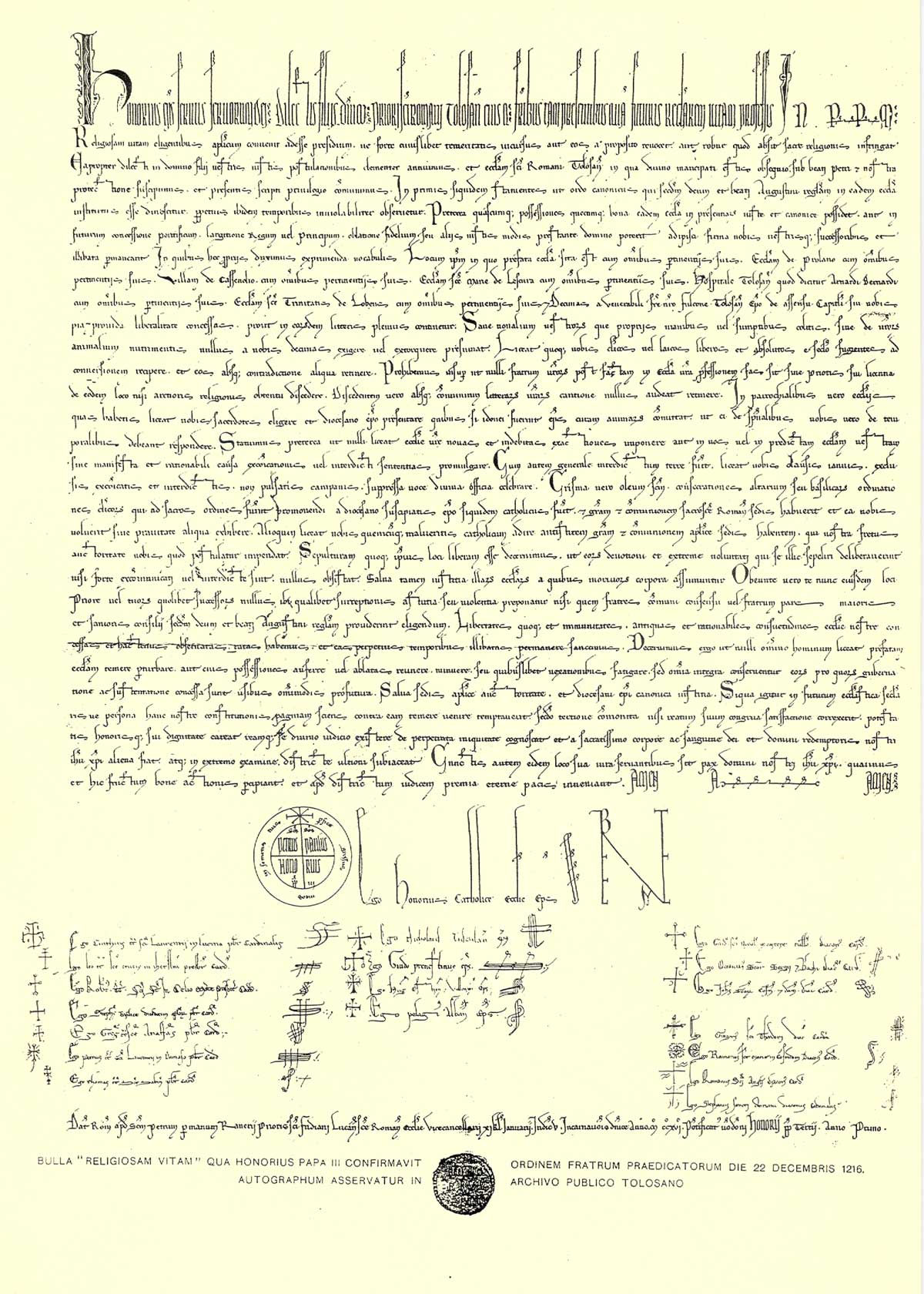
Religiosam vitam

Religiosam vitam (Latijn voor Het religieuze leven) was een pauselijke bul, uitgevaardigd door paus Honorius III op 22 december 1216, waarin de oprichting van de Orde der Dominicanen bevestigd werd. 
De Orde der Dominicanen (een bedelorde) was in 1216 gesticht door Dominicus Guzman in reactie op de in de ogen van Guzman weinig succesvolle aanpak van de Cisterciënzers om de Katharen te bestrijden. De dominicanen stelden in navolging van het Vierde Lateraans Concilie de prediking en zielzorg centraal. De oprichting van de orde viel samen met de vervolging van de Katharen in Zuid-Frankrijk, de plaats waar de Dominicanen zeer actief werden. Zo werd in Toulouse een van de eerste kloosters van de orde opgericht. 
De bul onderschreef de richtlijnen van de nieuwe orde. Op deze bul zouden verschillende andere volgen, waaronder Gratiarum omnium van 21 januari 1217. In deze bul werd over de Dominicanen geschreven: …gewapend met het schild van geloof en de helm van verlossing…. Een andere bul voor de dominicanen is Nos attendentes, eveneens uit januari 1217. 
Belangrijke erkenning voor de orde vormde de bul Illi humani generis, waarin de dominicanen de leiding over de Inquisitie kregen.
De eerste paus die tot de orde der Dominicanen behoorde was paus Innocentius V (paus van 21 januari tot 22 juni 1276).